# Dívka

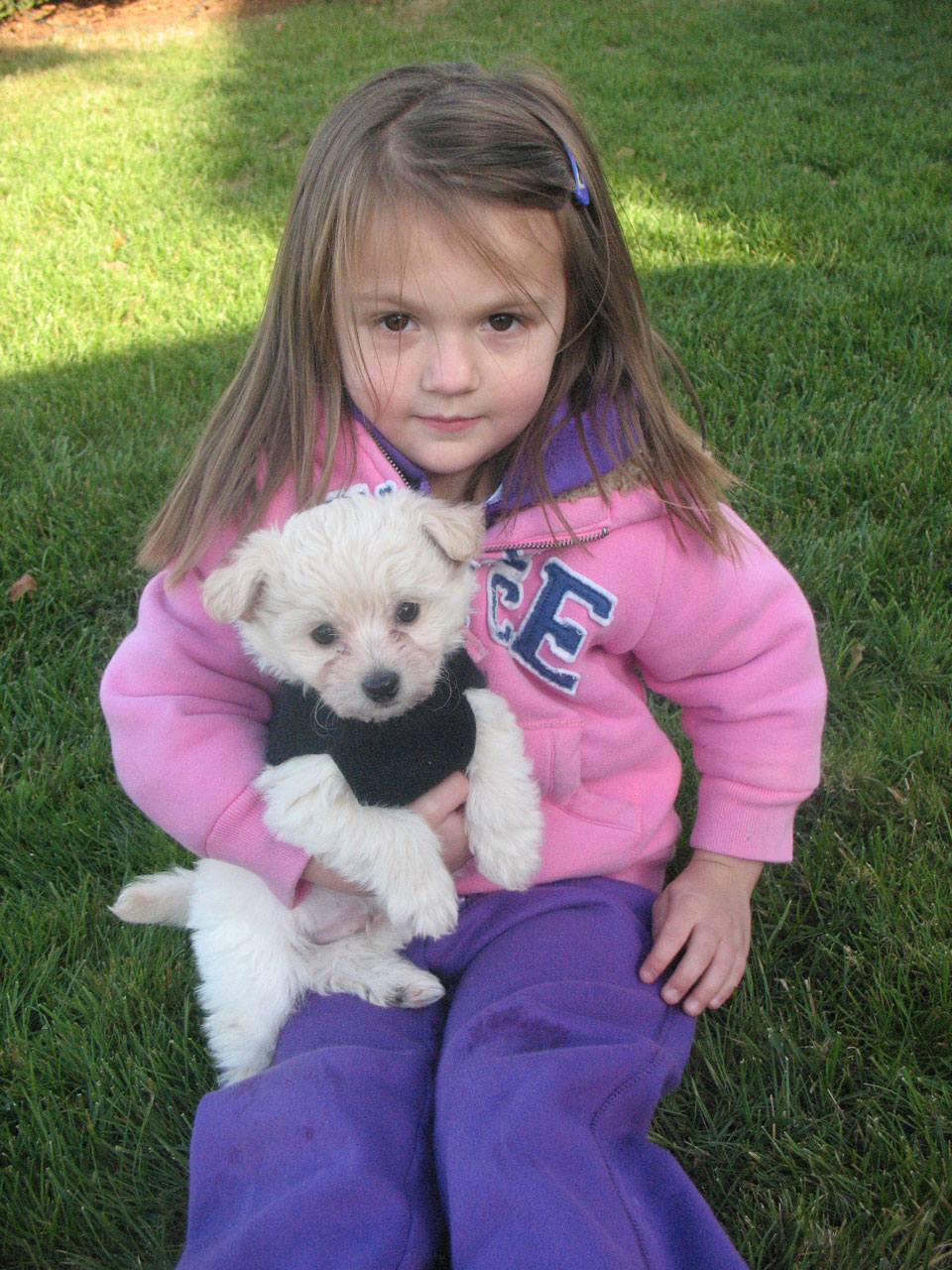
Dívka v newyorském Central Parku

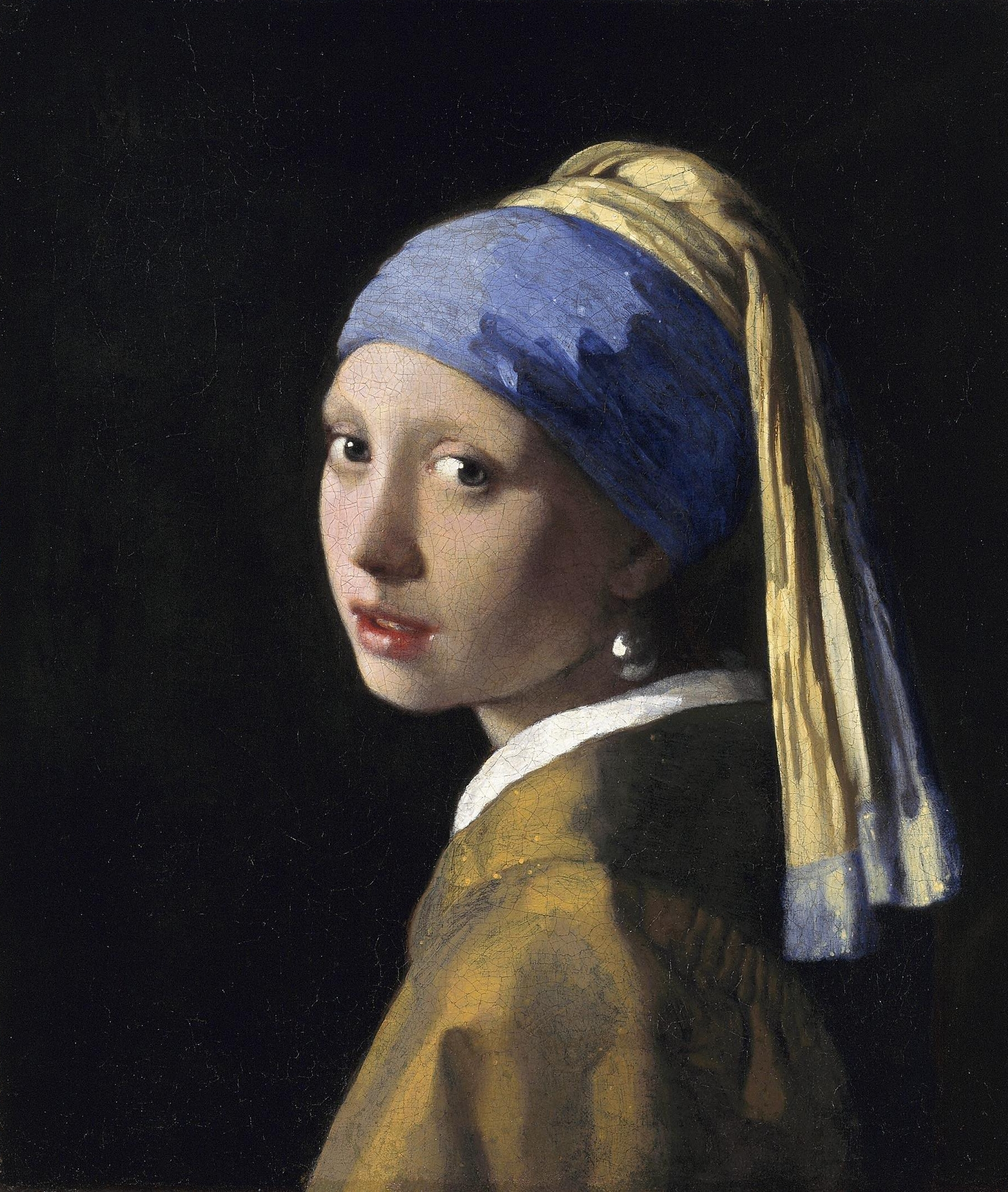
Johannes Vermeer: Dívka s perlou (asi 1665)

Dívka neboli děvče je označení pro nedospělou, dospívající či mladou dospělou ženu. 
Přeneseně slovo označuje intimní přítelkyni, milenku. Nářečně znamená služebnou či děvečku.
Hovorový (obecněčeský) výraz pro dívku je holka, zdrobněle holčička, knižní výraz pro mladou ženu je děva. Mezi nářeční pojmenování patří děvčica na Slovácku a cérka na Valašsku, děvucha ve Slezsku, divčka v západních Čechách, hůdě v jižních Čechách, ďouče v Podorlicku a ďůče v Podkrkonoší.
Ve vývoji ženy označuje obvykle období od předškolního věku po období pohlavního dospívání, puberty. Během ní se dívkám rozvíjejí pohlavní orgány a druhotné pohlavní znaky, zejména se zvětšují prsy a roste pubické ochlupení. Hlavní znakem pohlavní dospělosti ženy je počátek ovulace umožňující plodnost, která se projevuje první menstruací. Z hlediska práva je dívka považována za dítě, po dosažení určitého věku pak případně za mladistvou a po dosažení plnoletosti se stává dospělou ženou. 
Zastaralý výraz pro dívku je „panna“, který označuje sexuálně neaktivní dívku či ženu, která ještě neměla pohlavní styk. Ve významu mladé dospělé ženy se slovo dívka používá jako synonymum pro slečnu, tedy ženu, která nevstoupila do manželství.

## Etymologie
Dívka je zdrobnělina výrazu děvka označujícího prvotně „sloužící na vsi“, později promiskuitní ženu či prostitutku. Slovo je známé ve všech slovanských jazycích, praslovanské děvъka je odvozeno od výrazu děva s prvotní významem „nemluvně ženského pohlaví“, zpodstatnělého praindoevropského příčestí *doiwā (sající).
Holka má původ v přechýlení slova hoch, které vzniklo zkrácením z „holobrádek“, „ten, co má bradu ještě bez vousů“.

## Demografie
Po celém světě žije okolo 2,18 miliardy lidí mladších 18 let (UNICEF, 2004), z toho okolo 1 miliardy jsou dívky. Od 18. století je přirozený poměr novorozených děvčat a chlapců 1,000 : 1,050.